# 김지훈 (2001년)
김지훈(2001년 ~)은 대한민국의 가수다. 2018년 싱글 《우물 안 개구리》로 데뷔했다.

## 방송
- 더 팬 (2018) - Top15

## 음반
- 우물 안 개구리 (2018)

### 66
- 66 (2019)

## 작사/작곡
- 김지훈 <우물 안 개구리> (2018) - 작사/작곡/편곡
- 유노이아 <How are you> (2019) - 작사/작곡/편곡
- 66 <D.C.G> (2019) - 작사/작곡